# (26983) 1997 VA
(26983) 1997 VA est un astéroïde de la ceinture principale d'astéroïdes découvert en 1997.

## Description
(26983) 1997 VA a été découvert le 1er novembre 1997 à Woomera (Australie par Frank B. Zoltowski.

### Caractéristiques orbitales
L'orbite de cet astéroïde est caractérisée par un demi-grand axe de 2,58 UA, un périhélie de 1,83 UA, une excentricité de 0,29 et une inclinaison de 3,53° par rapport à l'écliptique. Du fait de ces caractéristiques, à savoir un demi-grand axe compris entre 2 et 3,2 UA et un périhélie supérieur à 1,666 UA, il est classé, selon la JPL Small-Body Database, comme objet de la ceinture principale d'astéroïdes.

### Caractéristiques physiques
(26983) 1997 VA a une magnitude absolue (H) de 14,8 et un albédo estimé à 0,251.